# Astroblastom
Das Astroblastom ist ein sehr seltener, bösartiger, vom Neuroepithel ausgehender Hirntumor und wird zu den Gliomen gerechnet. Es kommt meist bei Kindern und Jugendlichen vor.

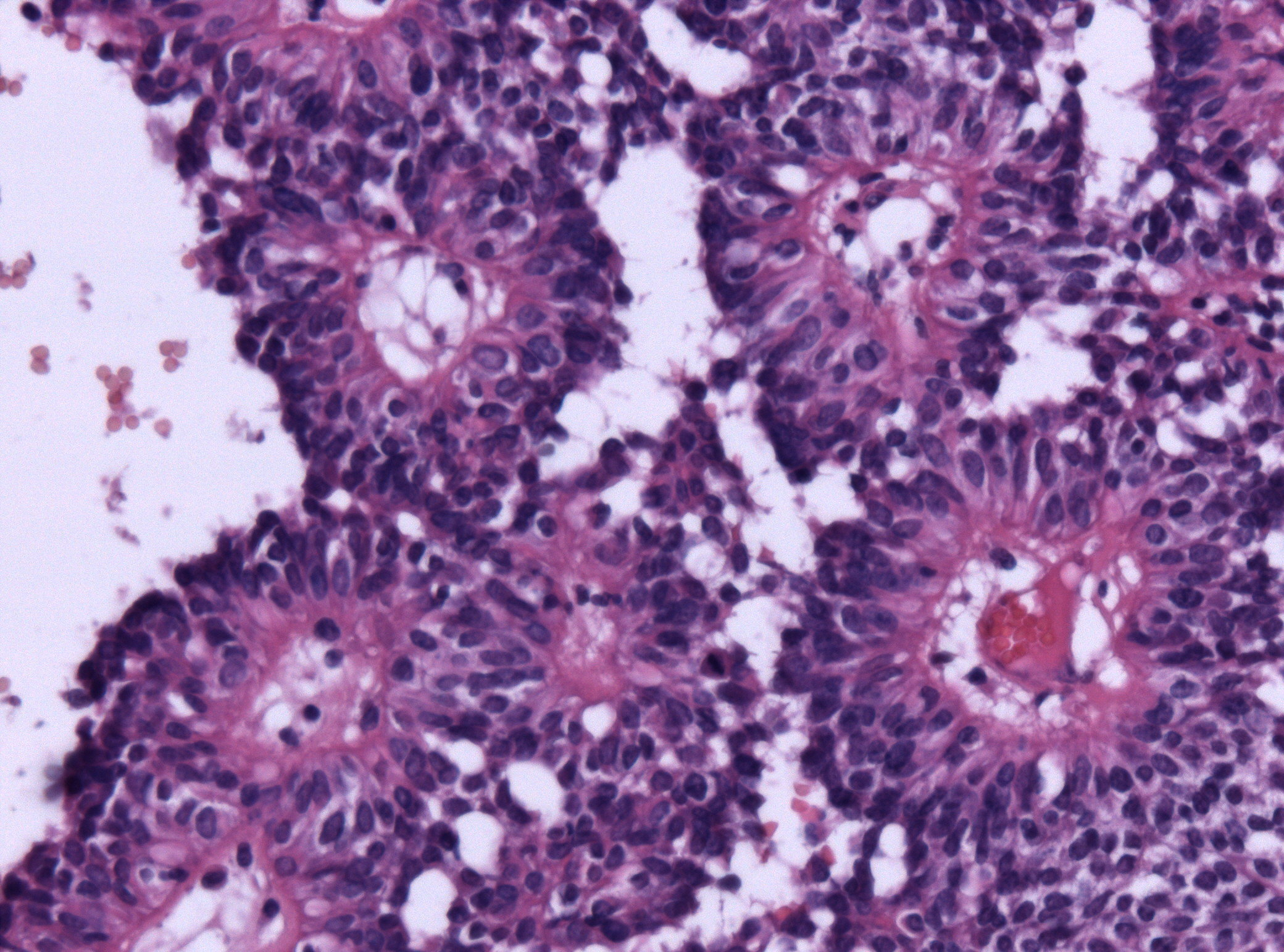
Mikrofotografie eines Astroblastomes mit charakteristischer perivaskulärer Pseudorosette des Zellkernes, Hämatoxylin-Eosin-Färbung

Zusammen mit dem „Choroidgliom des 3. Ventrikels“ und dem „Angiozentrischen Gliom“ wird es in der WHO-Klassifikation der Tumoren des zentralen Nervensystems von 2016 als „Andere Neuroepitheliale Tumoren“ zusammengefasst.

## Verbreitung
Astroblastome machen 0,45–2,8 % der neuroglialen Tumoren aus.
Sie können in jedem Alter vorkommen, meist aber zwischen 10 und 30 Jahren. Einige Berichte sprechen von einer Häufung beim weiblichen Geschlecht.

## Einteilung
Es können niedrigmaligne Formen mit besserer Zelldifferenzierung und hochmaligne Formen mit anaplastischen Kernveränderungen, erhöhtem Mitoseindex, Nekrosen und Gefäßproliferation unterschieden werden.

## Klinische Erscheinungen
Klinische Kriterien sind:
- Manifestation meist bei Kindern und jungen Erwachsenen
- erste Hinweise sind Erbrechen, Bewusstseinsverlust, Krampfanfälle und Kopfschmerzen
- häufige Lokalisation in einer Großhirn-Hemisphäre

## Diagnose
Die Diagnose stützt sich auf Bildgebung durch Magnetresonanztomographie oder Computertomographie und wird durch Biopsie gesichert. Häufig liegen zystische Anteile im Tumor vor, in 85 % lassen sich punktförmige Verkalkungen nachweisen, ein umgebendes Ödem ist selten oder nur gering.

## Differentialdiagnose
Abzugrenzen sind:
- supratentorielles Ependymom
- Astrozytom, insbesondere Glioblastom oder Gemistozytäres Astrozytom
- Atypischer teratoider/rhabdoider Tumor
- Oligodendrogliom
- Pleomorphes Xanthoastrozytom

## Therapie
Die Behandlung besteht in der möglichst vollständigen Resektion, bei höhergradiger Malignität zusätzlich durch Bestrahlung und Chemotherapie.